# Angeliken

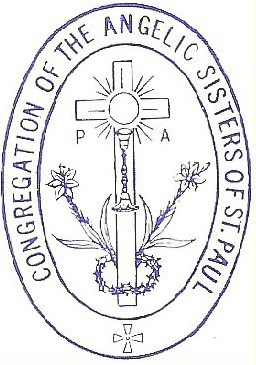
Ordensemblem (1901) der Angeliken

Die Angeliken oder Engelsschwestern (lat: Sancti Pauli Sorores Angelicae, Ordenskürzel: ASP) sind ein den Barnabiten angegliederter Frauenorden in der Römisch-katholischen Kirche. Papst Paul III. (1534–1549) erteilte 1535 der Ordensgemeinschaft seine Genehmigung. Die Ordensschwestern leben nach den Augustinusregeln und widmen sich überwiegend der Erziehung „gefallener Mädchen und Frauen“.

## Namensgebung
Carl Julius Weber (1767–1832) schrieb in seinem Werk über die „Möncherei“:

„Die Nonnen, Angeliken oder englische Fräulein genannt, die stets bei diesem Namen an Engelsreinheit – nicht an Engländer – denken sollen…“

Von daher, und von der Namensableitung Angelika (Angelicae = „die Engelsgleiche“) waren sie auch als „Engelsschwestern“ bekannt.

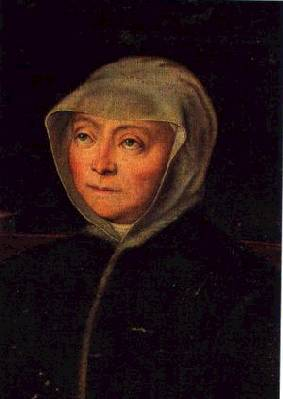
Gräfin Luise Torelli von Guastalla

## Geschichte
Der Ordensgründer der Barnabiten, der Heilige Antonio Maria Zaccaria, war der Gründungsinitiator des weiblichen Zweigs der Barnabiten. Er hatte im Jahr 1530 die Gräfin Luise Torelli von Guastalla dazu anregen können, einen weiblichen Orden zu stiften. Die Angeliken hatten sich zunächst zur Aufgabe gemacht, die Ordensbrüder der Barnabiten bei ihren Missionen zu begleiten. Mit der päpstlichen Bulle Debitum pastoralen vom 15. Januar 1535 erteilte Papst Paul III. die päpstliche Approbation. Sie lebten nach den Regeln des Heiligen Augustinus und praktizierten die Ordensgewohnheiten der Dominikanerinnen. Ihre Aufgabenstellung lautete, ein engelsreines Leben zu führen.

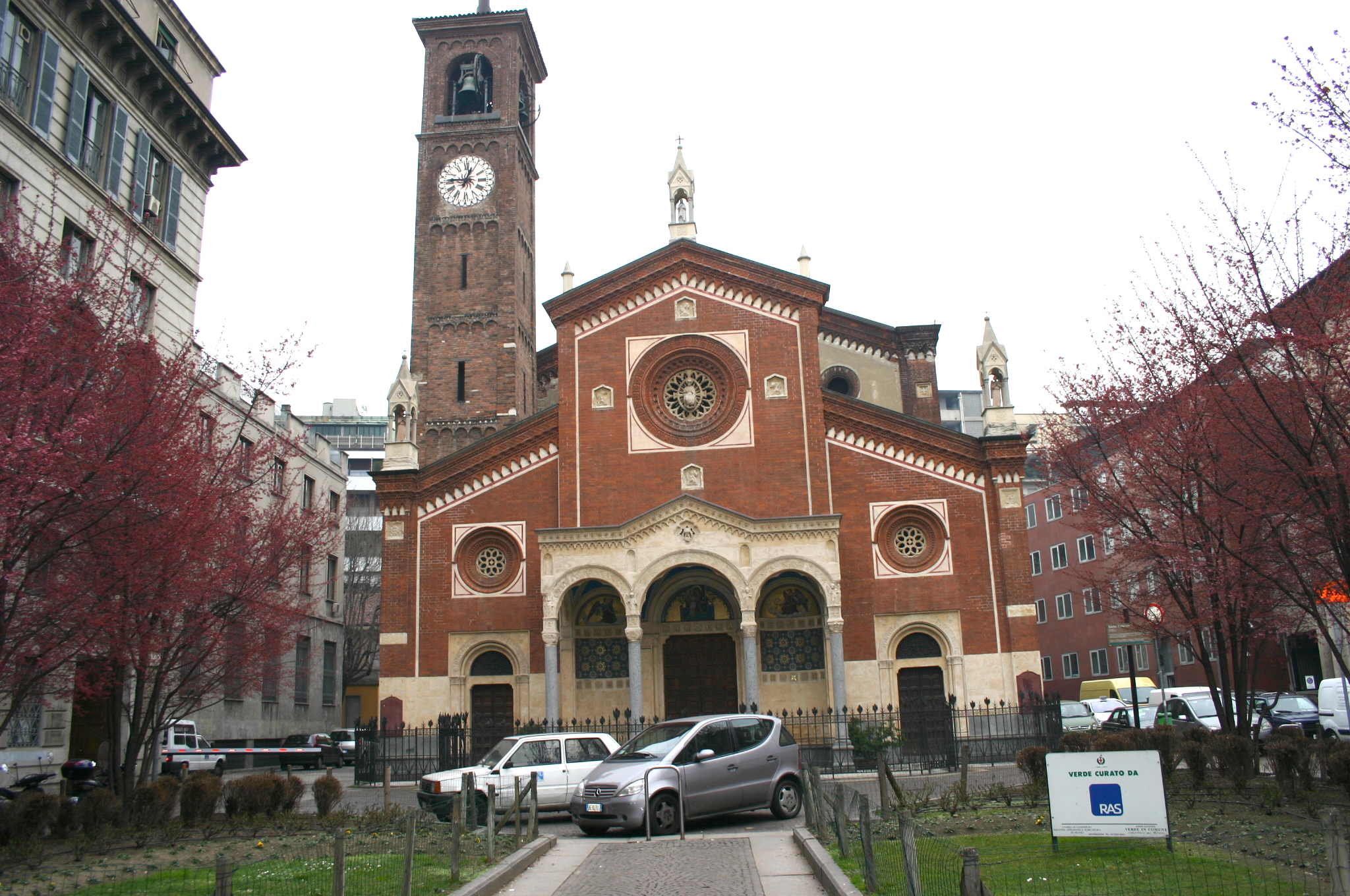
Sant’Eufemia Kirche in Mailand

Gräfin Torelli stiftete in Mailand, in der Nähe der Sant’Eufemia Kirche, das Kloster zur Bekehrung des Hl. Paulus. Sie ermöglichte mehreren adligen Frauen – den späteren Guastallinen – im Kloster die Erziehung und Ausbildung und sicherte ihnen zur Heirat eine Aussteuer zu. Am 6. August 1545 wurde ihr offizieller Ordensname „Angeliken“ anerkannt, als großer Förderer galt Karl Borromäus. Im Jahr 1551 wurde dem Frauenorden untersagt, in den Missionsstationen der Barnabiten zu leben und sie mussten sich in die Klausur zurückziehen. Dieses führte zur Trennung mit Gräfin Torelli, die 1552 das Mailänder Kloster verließ. Papst Gregor XIII. (1572–1585) ordnete 1572 an, dass die Angeliken als kontemplativer Orden zu wirken hätten. Die neuen Ordensstatuten wurden von Karl Borromäus erarbeitet und am 12. Mai 1625 von Papst Urban VII. (1623–1644) genehmigt.
Das Kloster zur Bekehrung des hl. Paul in Mailand wurde auf Anweisung von Kaiser Joseph II. im Jahr 1785 geschlossen. Unter der Herrschaft Napoleons erfolgte 1810 die Schließung aller Ordenseinrichtungen. Die letzte Ordensschwester der Angeliken verstarb 1846. Im Jahr 1879 bemühte sich Pater Pio Mauri CRSP  um den Wiederaufbau des weiblichen Ordens. 1882 gab Papst Leo XIII. (1878–1903) seine Zustimmung, 1919 bestätigte Papst Benedikt XV. (1914–1922) die Ordensgemeinschaft. Der Neubeginn erfolgte im alten Mailänder Kloster und den Klöstern in Fivizzano und Arienzo.

## Ordensemblem und Motto
Das Emblem symbolisiert mit dem Kreuz, der Hostie und dem Kelch die Einsetzung der Heiligen Eucharistie. Die Buchstaben P A weisen auf den (St. Paul the Apostle) Apostel Paulus hin. Die Lilie steht für die Reinheit und Keuschheit und die Dornenkrone erinnert an das Motto „Wir dagegen verkünden Christus als den Gekreuzigten“ (1 Kor 1,23 ).

## Neubeginn
Mit der Ehrwürdigen Mutter Johanna Maria Flora Bracaval (1861–1935) begann eine neue Ära. In kürzester Zeit entstanden Heime und Bildungsstätten in Albanien, Belgien, Brasilien, Chile, den Philippinen, Kosovo, Portugal, Republik Kongo, Spanien und den Vereinigten Staaten. Die Angeliken schlossen sich im späten 20. Jahrhundert den Ordensgemeinschaften der „Zaccaria Familie“ an, zu der die Barnabiten, Angeliken und Laien des hl. Paul gehören.